# Nesozineus bisignatus
Nesozineus bisignatus là một loài bọ cánh cứng trong họ Cerambycidae.